# Foissy-lès-Vézelay
Foissy-lès-Vézelay é uma comuna francesa na região administrativa de Borgonha-Franco-Condado, no departamento de Yonne. Estende-se por uma área de 5,52 km². Em 2010 a comuna tinha 128 habitantes (densidade: 23,2 hab./km²).